# Ernst-Schlee-Gymnasium
Das Ernst-Schlee-Gymnasium war ein Neusprachliches Gymnasium in Hamburg-Groß Flottbek am Ohlenkamp zwischen Kalckreuthweg und Osdorfer Landstraße.

## Geschichte
Der Reformpädagoge Ernst Schlee gründete 1870 als Pionier des neusprachlichen Unterrichts in Altona eine Reformschule, in der er das Abitur ohne Latein und Griechisch durchsetzte. 1934 erhielt die Schule anlässlich des 100. Geburtstages von Ernst Schlee den Namen Schlee-Reformschule.
Nach dem Zweiten Weltkrieg existierte das Gebäude der Schleeschule nicht mehr. Deshalb wurde der Unterricht in den Räumen des Christianeums abgehalten. In Groß Flottbek wurde ein neues Gebäude für das Ernst-Schlee-Gymnasium gebaut, in das die ersten Schleeschüler im August 1955 umziehen konnten. Erst im Sommer 1960 war der Umzug aller Klassen vollständig abgeschlossen.
Am 1. August 1997 wurde das Gymnasium geschlossen. In seinen Gebäuden sind heute die Staatliche Handelsschule H6 Altona und die Stadtteilschule Flottbek untergebracht.

## Ernst-Schlee-Schullandheim Nieblum
1925 taten sich Eltern und Lehrer der Schleeschule zusammen, um das Gasthaus „Föhrer Hof“ in Nieblum auf Föhr zu kaufen. Dorthin unternahmen die Klassen der Schleeschule regelmäßig Klassenfahrten.
In den folgenden Jahren  wurde das Heim mit viel Engagement ausgebaut und vergrößert.
Nach dem Schließen des Ernst-Schlee-Gymnasiums übernahm das Gymnasium Othmarschen die Trägerschaft. Der Name Ernst-Schlee-Schullandheim blieb bestehen.

## Alumni und Lehrkräfte
Schleeschule
- Bernhard Pein (1891–1970), Lehrkraft
- Günther Schulze (1927–1994), Landschaftsarchitekt

Ernst-Schlee-Gymnasium
- Albert Feser (1901–1993), Lehrkraft
- Kurt van der Walde (1915–2003), Lehrkraft
- Detlef Heikamp (* 1927), Kunsthistoriker
- Hans-Georg Wieck (1928–2024), Diplomat
- Wolfgang Schulze (1929–2020), Sprachwissenschaftler
- Jürgen Elvers (1937–2003), Lehrkraft
- Hans-Werner Engels (1941–2010), Lehrkraft
- Helmut Johannes Vollmer (* 1941), Sprachwissenschaftler
- Christian Schmidt (1943–2021), Lehrkraft, Politiker (SPD/GAL), MdB
- Thomas Malsch (* 1946), Soziologe
- Bodo Niggemann (* 1951), Arzt
- Carl-Edgar Jarchow (* 1955), Politiker
- Reinhard Spincke (* 1964), Theologe